# Вільне (Нікопольський район)
Ві́льне — село в Україні, у Марганецькій міській громаді Нікопольського району Дніпропетровської області. Населення — 38 мешканців.

## Географія
Село Вільне розташоване за 4,5 км від сіл Новокиївка і Глухе. По селу протікає пересихаючий струмок з загатою.

## Економіка
- Грушівський кар'єр (Видобуток марганцевої руди відкритим способом. Марганцевський ГЗК.)

## Інтернет-посилання
- Погода в селі Вільне [Архівовано 20 грудня 2011 у Wayback Machine.]